# Chiesa di San Lorenzo (Verona)
La chiesa di San Lorenzo è un luogo di culto cattolico che sorge nel cuore del centro storico di Verona, tra corso Cavour e il fiume Adige; fa parte della diocesi di Verona.

## Storia
Un primo edificio chiesastico dedicato a San Lorenzo sorse in epoca altomedievale lungo la via Postumia, in un tratto di strada che dall'esterno della città fino alla basilica di San Zeno era adibito ad area sepolcrale; forse edificato nel V o il VI secolo ma citato per la prima volta nel componimento Versus de Verona, scritto alla fine dell'VIII secolo, e in un atto del 20 giugno 814, l'edificio venne distrutto nel corso delle successive invasioni barbariche, probabilmente quella avvenuta ad opera degli Ungari nel X secolo. Di questo edificio sono sopravvissuti solo alcuni frammenti, tra cui un pluteo di epoca longobarda, pilastri, capitelli e pietre tombali, non più collocati nella loro posizione originaria ma reimpiegati in vari modi, tra cui per la ricostruzione della chiesa attuale.

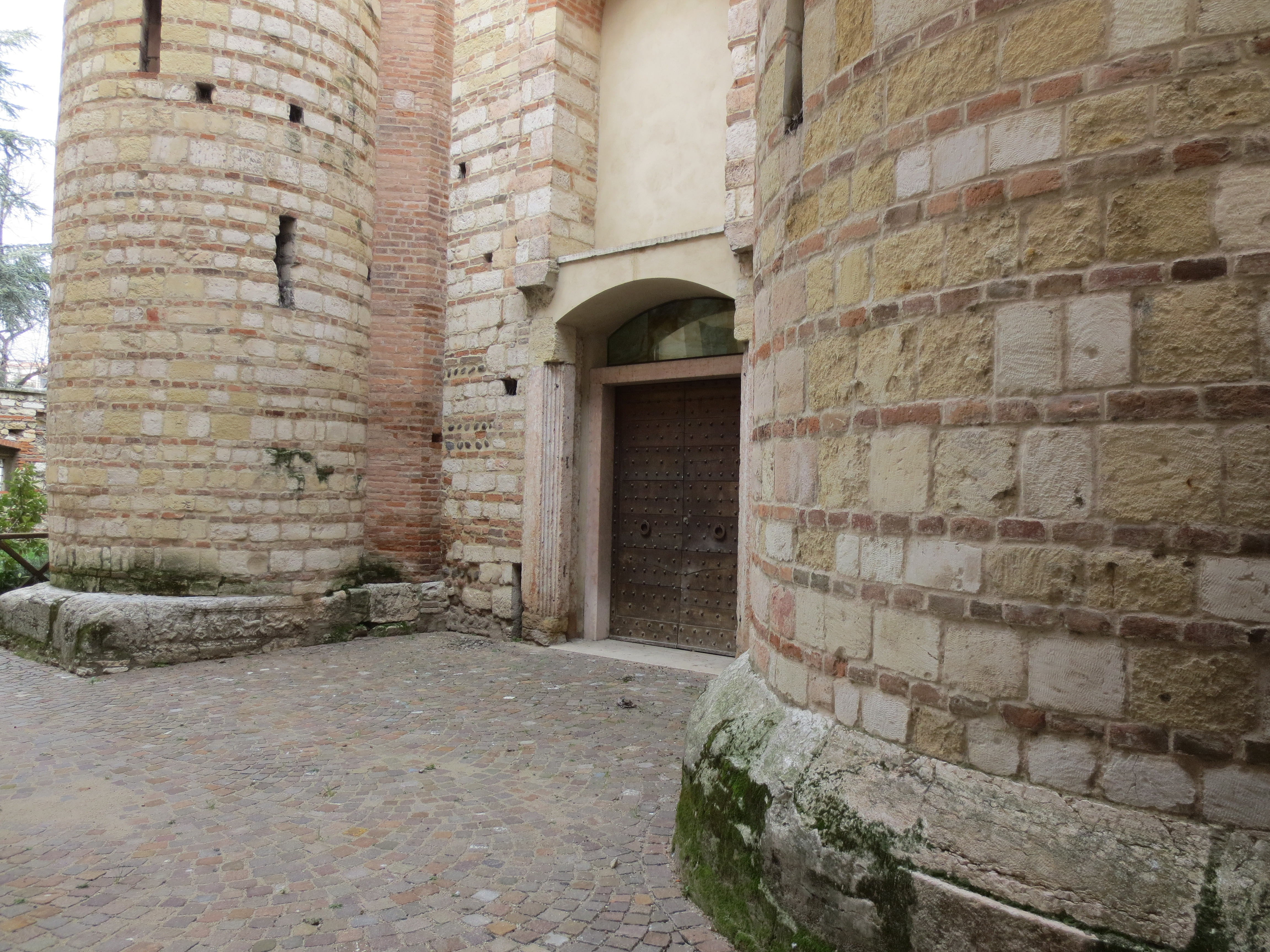
La facciata e l'ingresso di San Lorenzo, con le torri scalari cilindriche i cui basamenti, in pietra, sono stati realizzati con materiali di reimpiego

La chiesa nelle forme attuali risale però al XII secolo: i lavori iniziarono probabilmente nel 1110 ma si fermarono ben presto, a causa di difficoltà economiche o forse del terribile terremoto del 1117. Alla ripresa dei lavori si decise di adottare una variante nelle tecniche costruttive, che videro la sostituzione dei corsi in ciottoli con quelli in conci di tufo, oltre che l'ideazione dei matronei e, forse, l'accostamento delle torri scalari alla facciata. Durante i restauri avvenuti sul finire dell'Ottocento, inoltre, fu ritrova una lamina di piombo che testimonia come nel 1110, all'inizio dei lavori, furono deposte da parte del vescovo di Verona Zufeto le reliquie del beato Ippolito, carceriere di San Lorenzo e da questo convertito al cristianesimo.

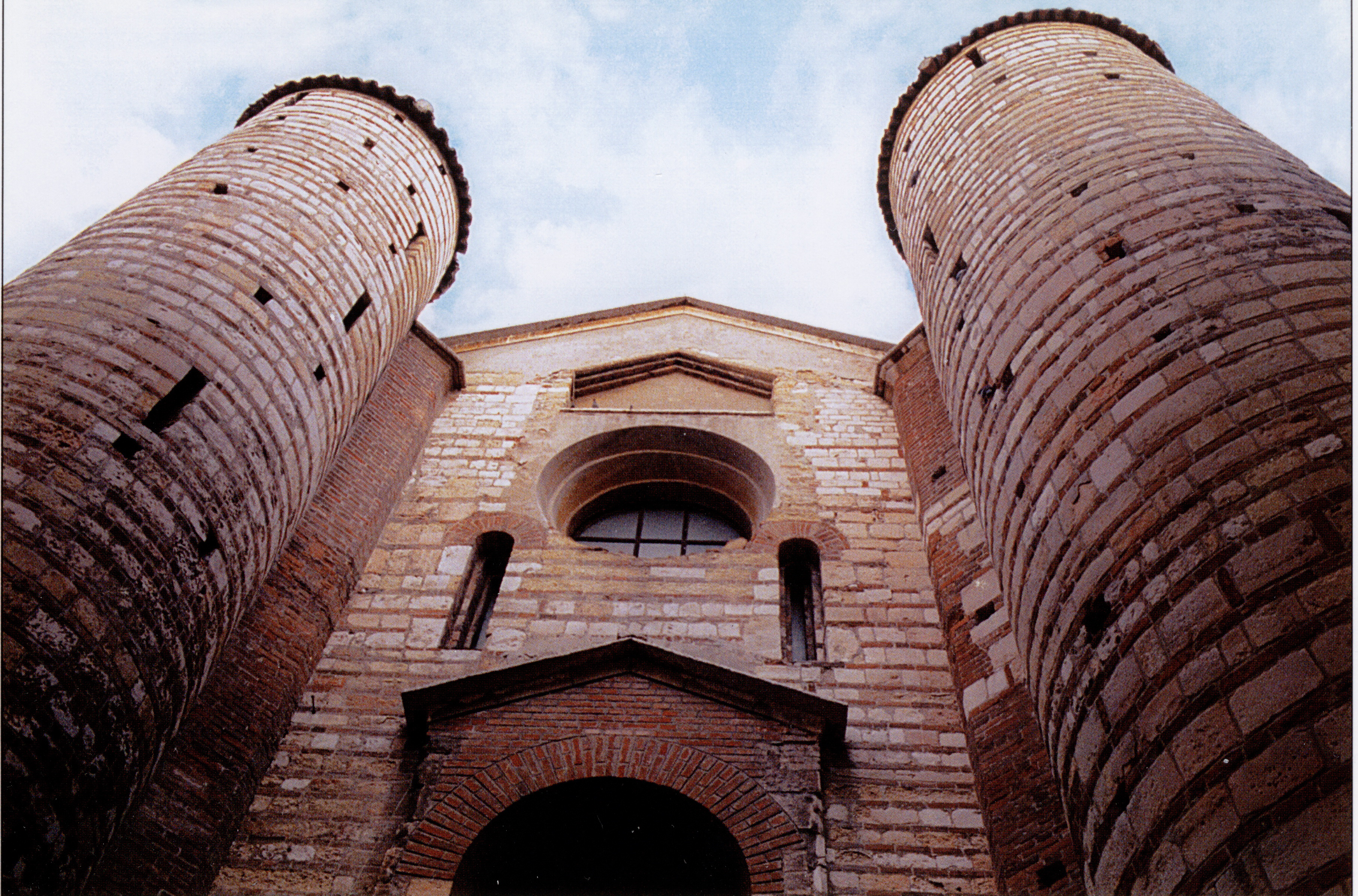
La facciata della chiesa con le due torri, probabilmente databili ad una fase tarda della costruzione della chiesa, come testimoniato dalla presenza dei contrafforti in mattoni che le torri hanno sostituito e su cui si appoggiano

Nei secoli successivi vennero effettuati alcuni lavori che andarono a impreziosire l'apparato decorativo della chiesa: tra il XIII ed il XIV secolo vennero eseguiti alcuni affreschi, di cui il San Cristoforo e il Martirio di San Lorenzo sono ancora visibili, mentre nel XVI secolo Nicola Giolfino eseguì un affresco raffigurante Davide Cantante e il Battesimo di Cristo lungo la parete destra. Le trasformazioni barocche e neoclassiche avvenute tra il XVII e il XVIII secolo furono invece eliminate durante gli interventi di restauro avvenuti tra la fine dell'Ottocento e il secondo dopoguerra, finalizzati al ripristino dell'aspetto romanico dell'edificio e durante i quali venne effettuata la demolizione dell'oratorio edificato nel 1824, di cui sono sopravvissute solo quattro colonne corinzie.

## Descrizione

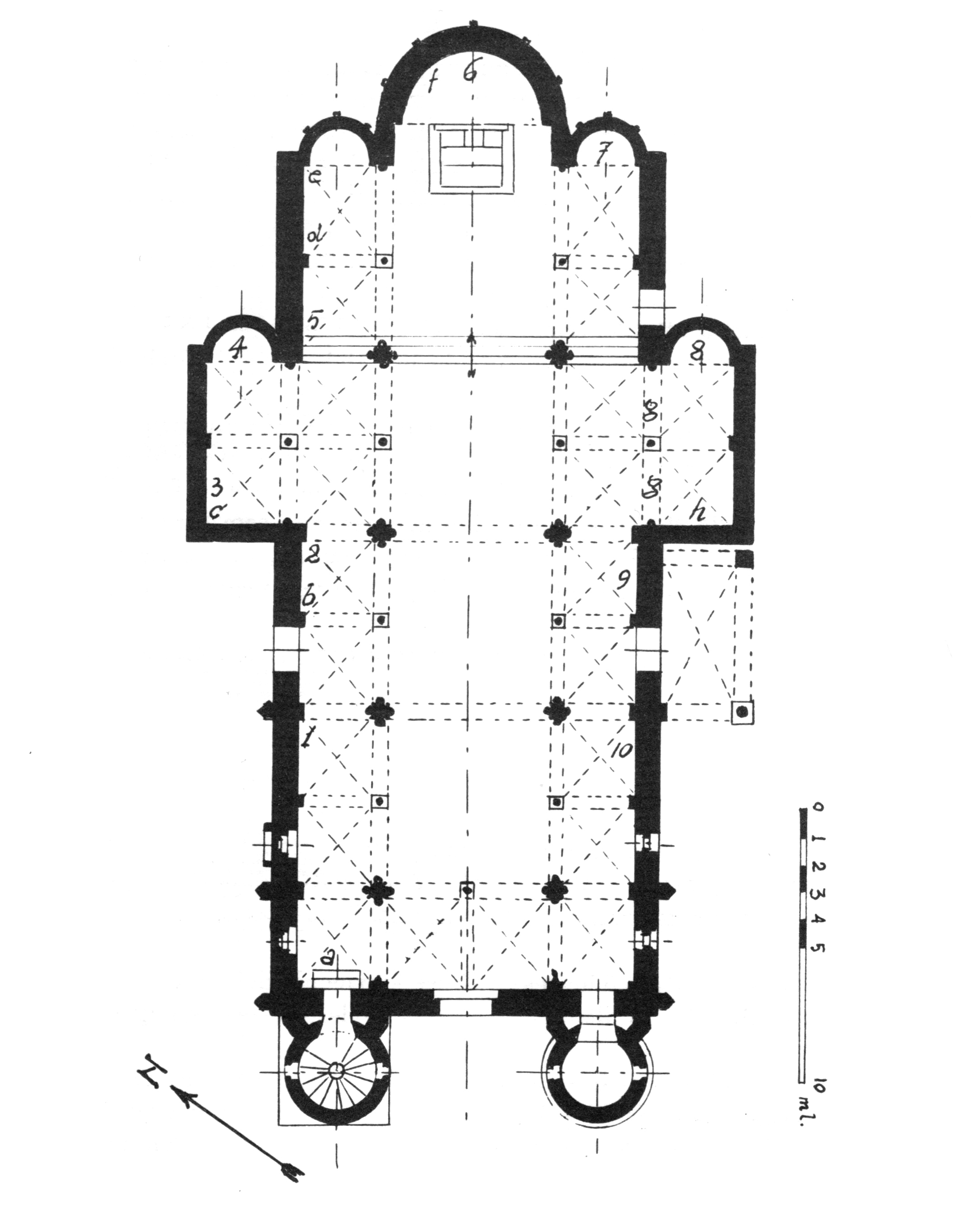
Pianta della chiesa

L'accesso al sagrato della chiesa avviene tramite un portale tardo-gotico, ma di fattura e con elementi rinascimentali, in parte in marmo bianco locale e in parte in marmo rosso di Verona, con stipiti decorati da candelabre e in sommità una statua di San Lorenzo realizzata tra il 1470 e il 1476.
La chiesa è caratterizzata da una facciata a capanna con un paramento murario tipico dell'architettura romanica veronese, ovvero a corsi alternati in mattoni di laterizio e corsi in ciottoli di fiume oppure conci di tufo, una tecnica costruttiva utilizzata anche nelle altre murature che compongono l'edificio. La facciata, orientata verso ovest, è incorniciata da due torri scalari a pianta circolare, di dimensioni differenti e senza coronamento come se non fossero concluse e addossate ai più antichi contrafforti, la cui realizzazione si deve a un probabile influsso dalle abbazie cluniacensi francesi. Il portale d'ingresso è di forma rettangolare ed è sormontato da un protiro pensile e, più in alto, da un ampio occhio che illumina l'interno della chiesa.

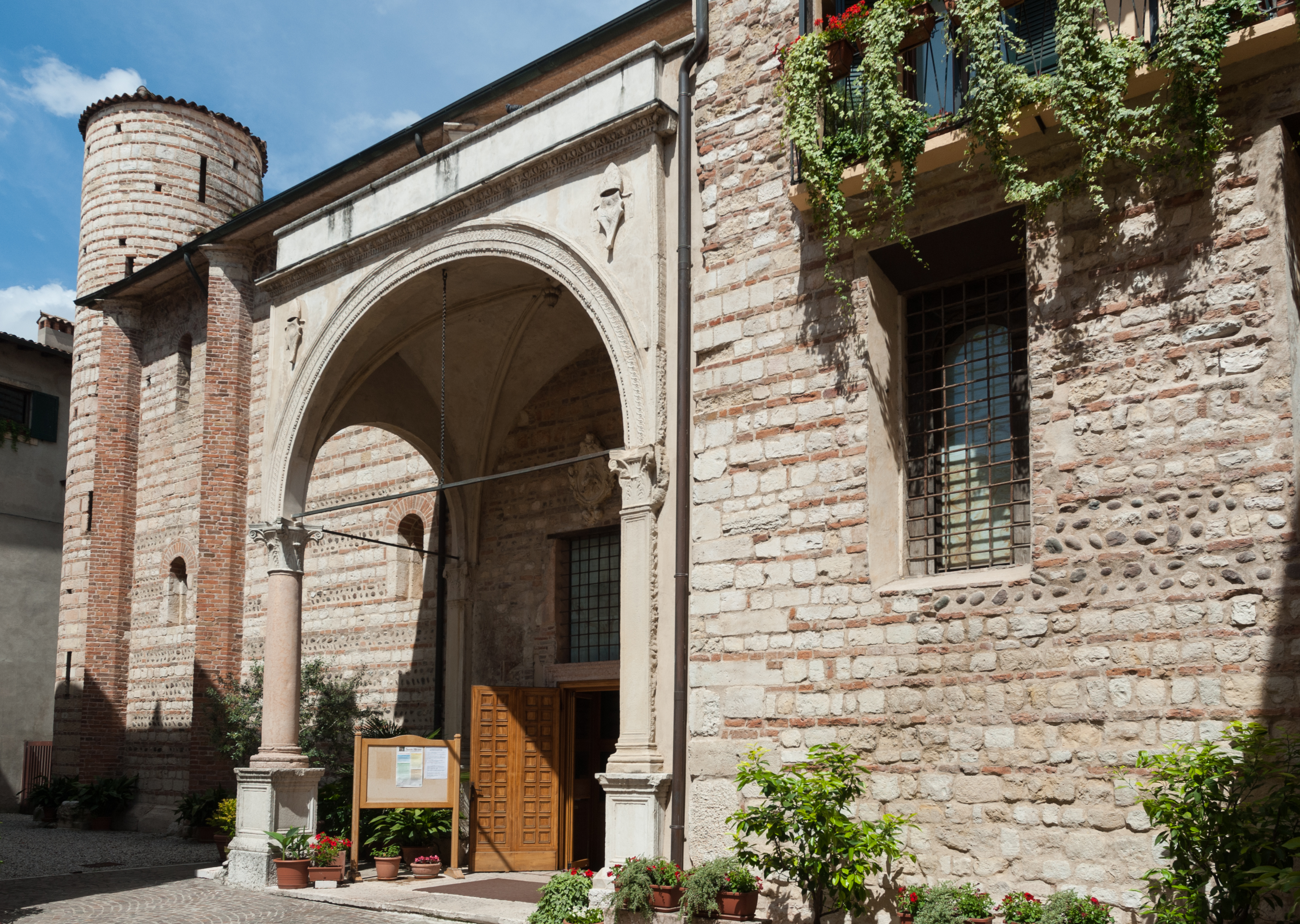
L'ingresso laterale alla chiesa, protetto da un protiro rinascimentale

Le pareti laterali, oltre che per il paramento murario appena descritto, si contraddistinguono per la scansione fornita da contrafforti a sperone pentagonali e da monofore a feritoia, inoltre lungo il lato meridionale il portale d'accesso è protetto da un protiro rinascimentale. Sempre sul lato meridionale, in prossimità del presbiterio, si trova infine il campanile a base quadrata, concluso da una cella campanaria con ampie monofore e copertura conica.
L'edificio presenta la tipica pianta basilicale a tre navate con transetto: le navate sono separate tra di loro da file di quattro colonne con capitelli scolpiti a fogliame e possente pulvino, alternate a quattro pilastri polistili a sezione cruciforme, e ogni navata si conclude con un'abside semicircolare. L'area del presbiterio è sopraelevata di quattro gradini rispetto al resto dell'ambiente e occupa l'intera ultima campata, in prossimità dell'abside centrale si situa l'altare maggiore, delimitato da una balaustra e sopraelevato di due gradini, e infine al centro della parete si trova la pala cinquecentesca di Domenico Brusasorzi. Nell'abside di destra si trova l'altare del Crocifisso e in quello di sinistra l'altare dell'Addolorata, e ulteriori due absidi si trovano nelle cappelle inserite nei corti bracci del transetto. Le navate laterali e la campata di controfacciata sono sovrastate da una galleria continua di matronei coperti, come le navate laterali, da volte a crociera, mentre la navata centrale è coperta da una struttura lignea a vista e sostenuta da archi trionfali.

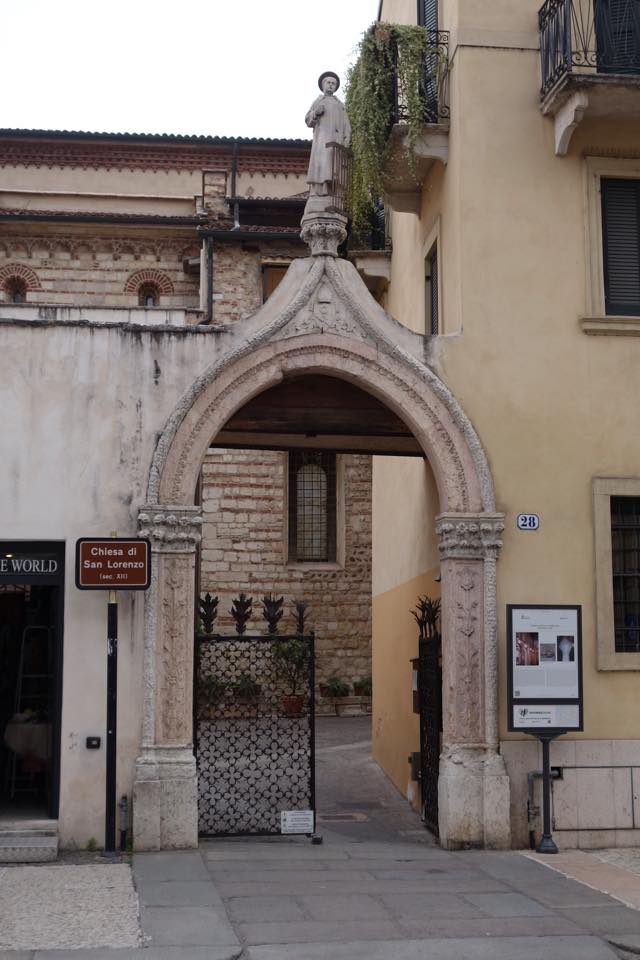
Portale d'ingresso al sagrato
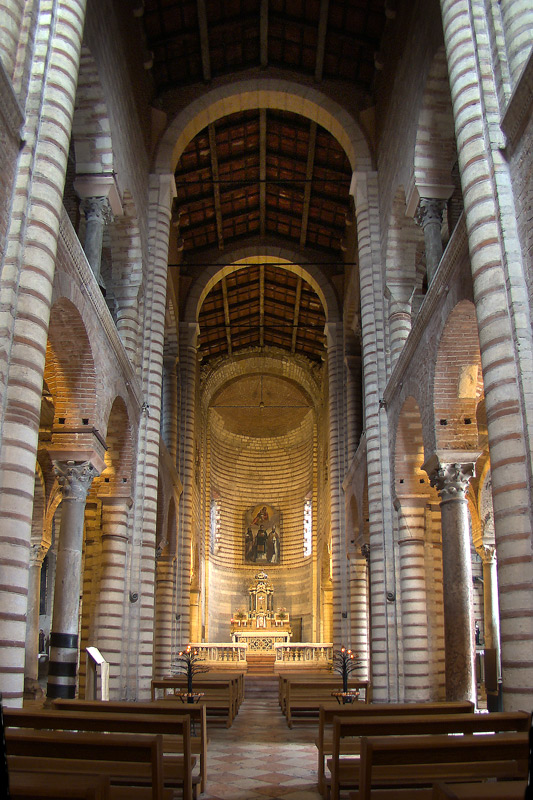
Navata centrale con copertura lignea a vista
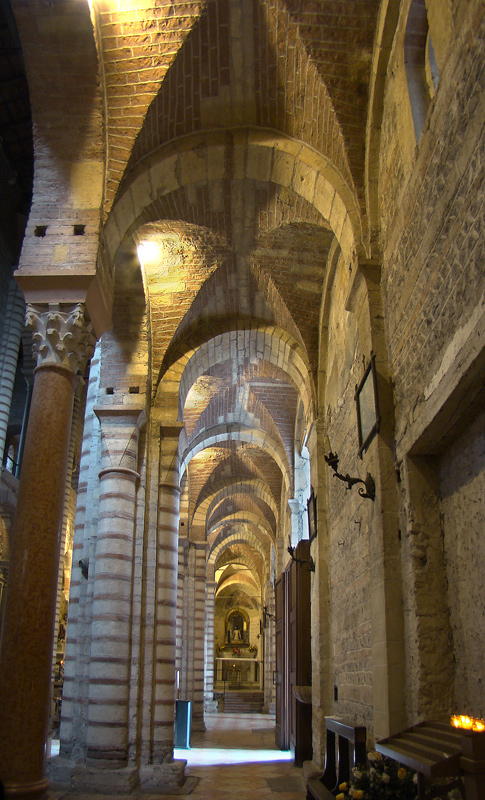
Navata laterale con copertura a volta a crociera
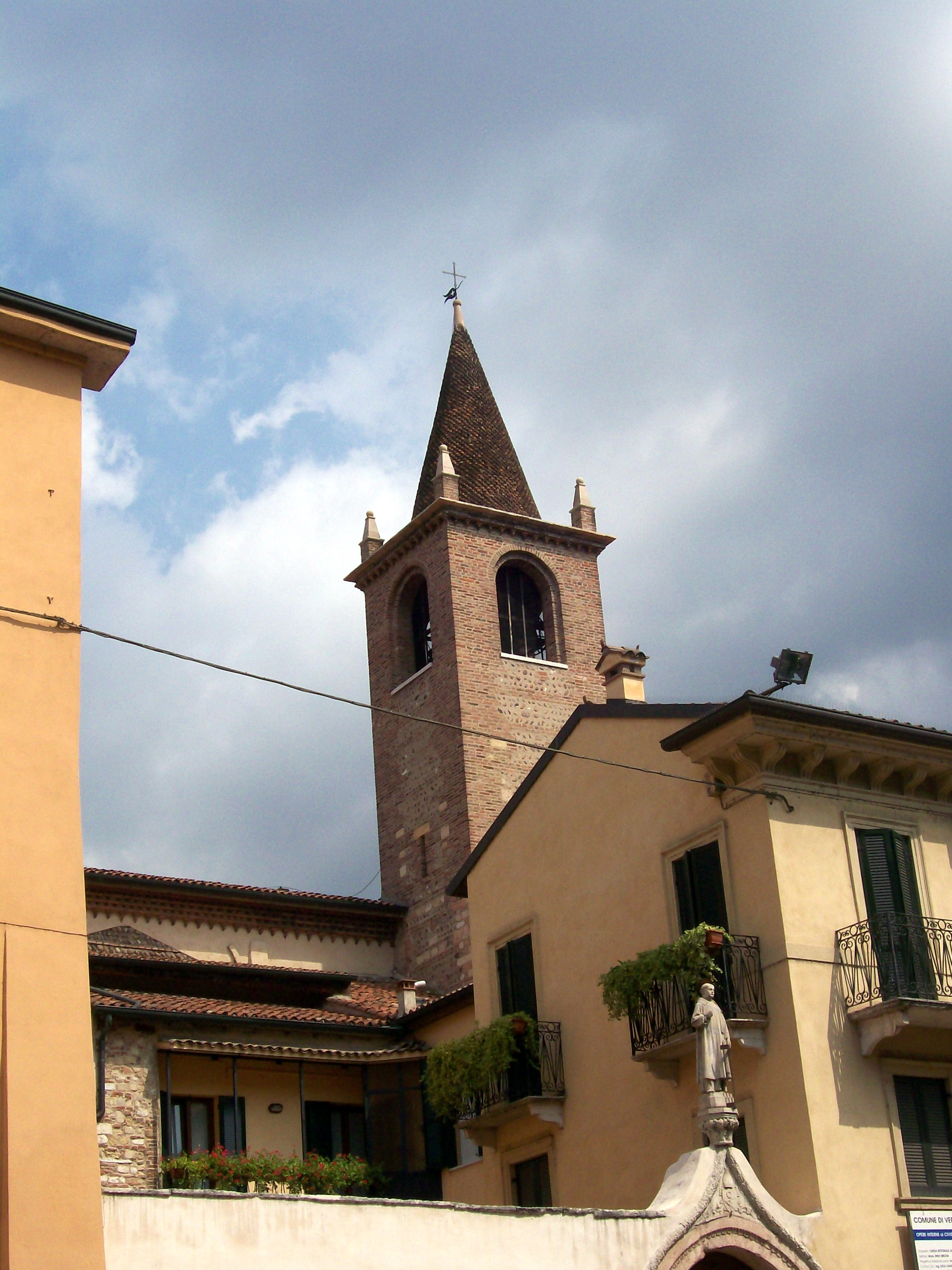
Il campanile della chiesa